# ボクとマウミの物語
『ボクとマウミの物語』は、韓国の映画作品。2006年のマウミの続編である。

## キャスト
| 役名       | 俳優           | 日本語吹替 |
| ---------- | -------------- | ---------- |
| ドンウク   | ソン・ジュンギ | 野島裕史   |
| ヒョクピル | ソン・ドンイル | 天田益男   |
| ドゥピル   | キム・ジョンテ | 永野善一   |
| チャオミン | クォン・ヘヒョ | 岡野浩介   |

- その他の声の吹き替え：八十川真由野／遠藤純一／重松朋／水間まき／小形満／佐藤広太／野川雅史／中司ゆう花

## DVD
ASIN B004VRMXE4, ボクとマウミの物語